# Carnac-stenene
Carnac-stenene er enestående samlinge af tæt placerede megalitter rundt om den franske by Carnac i Bretagne. Det er stenrækker, dysser, gravhøje og monolitter. De mere end 3.000 forhistoriske sten blev flyttet og rejst af forhistoriske keltiske folk i Bretagne og er en af de største samlinger i verden.